# Noël Chapuis
Pour les articles homonymes, voir Chapuis.
Noël Chapuis, né le 25 décembre 1914 et mort le 12 avril 1990, est un homme politique français.

## Biographie
Après des études de droit, Noël Chapuis devient avocat, inscrit au barreau de Vienne, dont il est plus tard bâtonnier.
Mobilisé en 1939 comme sous-lieutenant d'infanterie alpine, son attitude pendant la guerre lui vaut la croix de guerre.
Après la Libération, il s'investit dans les associations familiales, devenant président de l'office HLM de Vienne, et vice-président de l'office départemental.
C'est cependant tardivement, au début de la cinquième république, qu'il s'engage en politique. Candidat sans étiquette aux législatives de novembre 1958, il a le soutien plus ou moins explicite de toute la droite locale et de l'aile la plus modérée des radicaux.
Arrivé largement en tête du premier tour, il l'emporte sur le socialiste Lucien Hussel avec 60,6 % des voix au second tour.
D'abord non-inscrit, il rejoint à l'assemblée en juillet 1959 le groupe de l'Entente démocratique. Assez peu actif, il ne dépose aucun texte et n'intervient que deux fois, dont une en qualité de rapporteur du IVème Plan. Il souligne la sous-estimation des besoins en logement, notamment dans le monde rural, dans ce plan, et, plus généralement, l'absence d'une politique sociale d'ensemble.
Soutenant globalement la politique du gouvernement Debré, il ne vote pas, en 1962, l'investiture de Georges Pompidou et, en octobre, vote la censure qui provoque des législatives anticipées.
Noël Chapuis est réélu député, mais de justesse, au second tour, face au socialiste Cinelli.
Soutenu dans sa campagne par les républicains indépendants, le MRP et les radicaux, il s'inscrit au groupe du Centre démocratique
Pour l'essentiel, il s'intéresse pendant cette législature aux questions sociales et économiques. Il est notamment opposé aux autoroutes payantes. Il est aussi très attentif au développement la métropole lyonnaise, qui risque de se faire aux dépens de Vienne.
De nouveau candidat en 1967, il se heurte à la candidature de Louis Mermaz, membre de la Convention des institutions républicaines, et investi par la FGDS, qui l'emporte au second tour, avec
55,8 % des voix.
L'année suivante, il se présente comme suppléant du candidat de l'UDR, David Rousset, qui l'emporte de justesse face au sortant socialiste.
En 1973, il ne se représente pas aux élections, et quitte la vie politique.

## Détail des fonctions et des mandats
Mandats parlementaires
- 30 novembre 1958 - 9 octobre 1962 : Député de la 5e circonscription de l'Isère
- 25 novembre 1962 - 2 avril 1967 : Député de la 5e circonscription de l'Isère